# Melanolophia timucuae
Melanolophia timucuae là một loài bướm đêm trong họ Geometridae.